# Yuelu
Yuelu (chinesisch 岳麓區 / 岳麓区, Pinyin Yuèlù qū) ist ein chinesischer Stadtbezirk der bezirksfreien Stadt Changsha, der Hauptstadt der Provinz Hunan. Der Stadtbezirk hat eine Fläche von 593 km² und zählt 893.000 Einwohner (Stand: 2018). Er ist Zentrum und Sitz der Stadtregierung von Changsha. Er liegt am Unterlauf des Xiang Jiang.

## Administrative Gliederung
Auf Gemeindeebene setzt sich der Stadtbezirk aus zehn Straßenvierteln, einer Großgemeinde und einer Gemeinde zusammen. 